# Erik Koch
Erik Koch (Cedar Rapids, 4 de outubro de 1988) é um lutador norte-americano de artes marciais mistas, atualmente compete no peso-pena do Ultimate Fighting Championship. 

## Carreira
Koch fez sua estreia profissional em 2007. Lutando primeiramente em Iowa, ele tinha um cartel de 8-0 antes de assinar com o World Extreme Cagefighting.
Ele era esperado para enfrentar Wagnney Fabiano no WEC 43 em 2 de Setembro de 2009, mas teve que desistir da luta devido a uma lesão sofrida durante os treinos. Koch foi substituído pelo estreante no WEC Mackens Semerzier.  Koch então foi marcado para lutar contra Jameel Massouh em 19 de Dezembro de 2009 no WEC 45. Koch derrotou Massouh por decisão unânime.
Koch foi derrotado pelo estreante no WEC, Chad Mendes por decisão unânime em 6 de Março de 2010 no WEC 47.
Koch recuperou-se da derrota enfrentando Bendy Casimir em 20 de Junho de 2010 no WEC 49. Ele venceu a luta por finalização com um triângulo no primeiro round.
Koch era esperado para enfrentar Josh Grispi em 11 de Novembro de 2010 no WEC 52. Porém, a fusão do WEC com o UFC, fez com que mark hominick fosse enfrentar Jose Aldo para decidir quem seria o primeiro Campeão Peso Pena do UFC. Koch então enfrentou o estreante no WEC Francisco Rivera, e venceu por nocaute técnico no primeiro round, sua performance ganhou o prêmio de Nocaute da Noite.

### Ultimate Fighting Championship
Em 28 de Outubro de 2010, o World Extreme Cagefighting se fundiu com o Ultimate Fighting Championship. Como parte da fusão, todos os lutadores do WEC foram transferidos para o UFC.
Koch era esperado para enfrentar Cub Swanson em 3 de Março de 2011 no UFC Live: Sanchez vs. Kampmann. Porém Swanson foi forçado a se retirar da luta com uma lesão.
Koch enfrentou Raphael Assunção no UFC 128, substituindo o lesionado Manvel Gamburyan. Ele venceu a luta por nocaute no primeiro round, ganhando o prêmio de Nocaute da Noite.
Koch era esperado para enfrentar Cub Swanson em 2 de Julho de 2011 no UFC 132. Porém, Swanson novamente foi forçado a se retirar da luta com uma lesão.
Koch enfrentou o vencedor do The Ultimate Fighter 12 Jonathan Brookins em 17 de Setembro de 2011 no UFC Fight Night 25. Ele venceu a luta por decisão unânime.
Koch era esperado para enfrentar Dustin Poirier em 4 de Fevereiro de 2012 no UFC 143. Porém, Koch teve que se retirar da luta com uma lesão e foi substituído por Ricardo Lamas.
Koch era esperado para enfrentar José Aldo pelo Cinturão Peso Pena do UFC em 21 de Julho de 2012, no UFC 149. Porém, Aldo foi forçado a se retirar da luta com uma lesão e a luta foi depois remarcada.
Koch era esperado para enfrentar José Aldo em 13 de Outubro de 2012 no UFC 153 pelo Cinturão dos Penas. Porém, Koch foi forçado a se retirar da luta com uma lesão e foi substituído por Frankie Edgar.
Koch enfrentou Ricardo Lamas em 26 de Janeiro de 2013 no UFC on Fox: Johnson vs. Dodson. Ele perdeu a luta por nocaute técnico no segundo round.
Koch enfrentou Dustin Poirier em 31 de Agosto de 2013 no UFC 164. Ele perdeu por decisão unânime.
Koch subiu de categoria para os leves para enfrentar Rafaello Oliveira em 22 de Fevereiro de 2014 no UFC 170. Koch venceu por nocaute técnico no primeiro round.
Sua segunda luta nos leves foi contra Daron Cruickshank em 10 de Maio de 2014 no UFC Fight Night: Brown vs. Silva. Ele perdeu por nocaute técnico no primeiro round.
Koch era esperado para enfrentar Ramsey Nijem em 25 de Julho de 2015 no UFC on Fox: Dillashaw vs. Barão II. No entanto, uma lesão o tirou da luta e ele foi tirado do card, sendo substituído pelo estreante na organização Andrew Holbrook.
Koch agora é esperado para enfrentar Drew Dober em 2 de Janeiro de 2016 no UFC 195.

## Cartel no MMA
| Cartel no MMA   |             |            |
| 22 lutas        | 16 vitórias | 6 derrotas |
| Por nocaute     | 4           | 2          |
| Por finalização | 8           | 0          |
| Por decisão     | 4           | 4          |

| Res.    | Cartel | Oponente          | Método                                    | Evento                                          | Data       | Round | Tempo | Local                        | Notas              |
| ------- | ------ | ----------------- | ----------------------------------------- | ----------------------------------------------- | ---------- | ----- | ----- | ---------------------------- | ------------------ |
| Vitória | 16-6   | Kyle Stewart      | Decisão (unânime)                         | UFC 240: Holloway vs. Edgar                     | 27/07/2019 | 3     | 5:00  | Edmonton, Alberta            |                    |
| Derrota | 15-6   | Bobby Green       | Decisão (unânime)                         | UFC on Fox: Jacaré vs. Brunson II               | 27/01/2018 | 3     | 5:00  | Charlotte, Carolina do Norte |                    |
| Derrota | 15-5   | Clay Guida        | Decisão (unânime)                         | UFC Fight Night: Chiesa vs. Lee                 | 25/06/2017 | 3     | 5:00  | Cidade de Oklahoma           |                    |
| Vitória | 15-4   | Shane Campbell    | Finalização (mata-leão)                   | UFC Fight Night: Almeida vs. Garbrandt          | 29/05/2016 | 2     | 3:02  | Las Vegas, Nevada            |                    |
| Derrota | 14-4   | Daron Cruickshank | Nocaute Técnico (chute na cabeça e socos) | UFC Fight Night: Brown vs. Silva                | 10/05/2014 | 1     | 3:21  | Cincinnati, Ohio             |                    |
| Vitória | 14-3   | Rafaello Oliveira | Nocaute Técnico (socos)                   | UFC 170: Rousey vs. McMann                      | 22/02/2014 | 1     | 1:24  | Las Vegas, Nevada            | Estréia nos Leves. |
| Derrota | 13-3   | Dustin Poirier    | Decisão (unânime)                         | UFC 164: Henderson vs. Pettis II                | 31/08/2013 | 3     | 5:00  | Milwaukee, Wisconsin         |                    |
| Derrota | 13-2   | Ricardo Lamas     | Nocaute Técnico (cotoveladas e socos)     | UFC on Fox: Johnson vs. Dodson                  | 26/01/2013 | 2     | 2:32  | Chicago, Illinois            |                    |
| Vitória | 13-1   | Jonathan Brookins | Decisão (unânime)                         | UFC Fight Night: Shields vs. Ellenberger        | 17/09/2011 | 3     | 5:00  | New Orleans, Louisiana       |                    |
| Vitória | 12-1   | Raphael Assunção  | Nocaute (soco)                            | UFC 128: Shogun vs. Jones                       | 19/03/2011 | 1     | 2:32  | Las Vegas, Nevada            | Nocaute da Noite   |
| Vitória | 11-1   | Francisco Rivera  | Nocaute Técnico (golpes)                  | WEC 52: Faber vs. Mizugaki                      | 11/11/2010 | 1     | 1:36  | Las Vegas, Nevada            |                    |
| Vitória | 10-1   | Bendy Casimir     | Finalização (triângulo)                   | WEC 49: Varner vs. Shalorus                     | 20/06/2010 | 1     | 3:01  | Edmonton, Alberta            |                    |
| Derrota | 9-1    | Chad Mendes       | Decisão (unânime)                         | WEC 47: Bowles vs. Cruz                         | 06/03/2010 | 3     | 5:00  | Columbus, Ohio               |                    |
| Vitória | 9-0    | Jameel Massouh    | Decisão (unânime)                         | WEC 45: Cerrone vs. Ratcliff                    | 19/12/2009 | 3     | 5:00  | Las Vegas, Nevada            |                    |
| Vitória | 8-0    | Tom Ahrens        | Finalização (mata-leão)                   | Midwest Cage Championship 20: Last Man Standing | 17/04/2009 | 2     | 3:13  | West Des Moines, Iowa        |                    |
| Vitória | 7-0    | Will Shutt        | Finalização (mata-leão)                   | Midwest Cage Championship 20: Last Man Standing | 17/04/2009 | 2     | 1:33  | West Des Moines, Iowa        |                    |
| Vitória | 6-0    | Joe Pearson       | Finalização (triângulo)                   | Mainstream MMA 9: New Era Official Results      | 08/04/2008 | 1     | 3:00  | Cedar Rapids, Iowa           |                    |
| Vitória | 5-0    | Eric Wisely       | Decisão (unânime)                         | Mainstream MMA 7: Vengeance                     | 20/10/2007 | 3     | 5:00  | Cedar Rapids, Iowa           |                    |
| Vitória | 4-0    | TJ O'Brien        | Finalização (armlock)                     | Mainstream MMA 6: Evolution                     | 14/07/2007 | 1     | 3:05  | Dubuque, Iowa                |                    |
| Vitória | 3-0    | Tyler Combs       | Nocaute Técnico (socos)                   | Xtreme Fighting Organization 17                 | 02/06/2007 | 1     | 2:37  | Crystal Lake, Illinois       |                    |
| Vitória | 2-0    | Micah Washington  | Finalização (chave de braço)              | Mainstream MMA 5: Heavy Duty                    | 10/02/2007 | 1     | N/A   | Cedar Rapids, Iowa           |                    |
| Vitória | 1-0    | Prentiss Wolff    | Finalização (mata-leão)                   | Mainstream MMA 4: Epic Crowning                 | 06/02/2007 | 1     | 2:30  | Cedar Rapids, Iowa           |                    |